# Tillman megye
Tillman megye az Amerikai Egyesült Államokban, azon belül Oklahoma államban található. Megyeszékhelye és legnagyobb városa Frederick. Lakosainak száma 6968 fő (2020. április 1.). Tillman megye Kiowa, Comanche, Cotton, Wichita, Jackson és Wilbarger megyékkel határos.

## Népesség
A megye népességének változása:
| Lakosok száma | 7981 | 7980 | 7801 | 7711 | 7515 | 6968 |
|               | 2010 | 2011 | 2012 | 2013 | 2015 | 2020 |